# 萨尔瓦迪奥斯
萨尔瓦迪奥斯，是西班牙卡斯蒂利亚-莱昂阿维拉省的一个市镇。 总面积20km2, 总人口117人（2001年），人口密度6人/km2。